# بوكيمون مايستري دونغون: بلو ريسكو تيم وريد ريسكو تيم
بوكيمون مايستري دونغون: بلو ريسكو تيم وريد ريسكو تيم (بالإنجليزية: Pokémon Mystery Dungeon: Blue Rescue Team and Red Rescue Team)‏، هي لعبة فيديو من تطوير ستوديو شونسوفت اليابانية، ومن نشر شركة ذا بوكيمون كومباني، وهي تابعة للشركة الأم نينتندو، فنسخة لعبة بوكيمون مايستري دونغون: بلو ريسكو تيم لمنصة نينتندو دي إس وبوكيمون مايستري دونغون: ريد ريسكو تيم لمنصة جيم بوي أدفانس، صدرت في الأسواق سنة 2005، وهي الجزء الأول من السلسلة الفرعية لبوكيمون.

## المواقع الخارجية
- (بالإنجليزية)